# Oran
För andra betydelser, se Oran (olika betydelser).
Oran (arabiska وهران, Wahrān) är en stad i norra Algeriet, vid kusten mot Medelhavet, och är med cirka 600 000 invånare landets näst största stad. Den sammanhängande bebyggelsen sträcker sig även in i kommunerna Bir El Djir och Es Sénia, och hade totalt cirka 800 000 invånare vid folkräkningen 2008. Staden är administrativ huvudort för provinsen Oran.

## Historia
Oran grundades på 900-talet och var under medeltiden en blomstrande handelsstad under olika muslimska härskare. Spanjorerna höll den 1509-1708 och 1732-1792, turkarna 1708-1732 och fransmännen 1831-1962. Staden fick stora skador i samband med en jordbävning 1790. Med utbyggnaden av hamnen växte Oran kraftigt från slutet av 1800-talet.
I juli 1940 förstörde brittiska krigsskepp merparten av den franska flottstyrka som låg för ankar vid flotthamnen Mers-el-Kébir längre västerut vid Oranbukten. I november 1942 var Oran en av de viktigaste allierade landstigningsplatserna.

## Näringsliv
Oran är en livlig hamnstad med sydeuropeisk prägel. Härifrån exporteras bland annat jordbruksprodukter. I staden finns bland annat livsmedels-, plast-, kemi-, järn-, textil- och cementindustrier.

## Kommunikationer

### Spårväg
Staden har en 18 km lång spårvägslinje öppnad år 2013. En tunnelbanelinje började planeras 2008. Kostnaden beräknades till 138 miljarder algeriska dinarer och längden till knappt 20 kilometer med ett tjugotal stationer. År 2022 hade tunnelbanan fortfarande inte färdigställts.[uppföljning saknas]

## Kultur
Oran blev känt över hela världen då Albert Camus 1957 fick Nobelpriset i litteratur. Ett av hans mest kända verk, Pesten, utspelar sig i staden. Från Oran kommer också musikstilen raï och R&B-sångerskan Zaho.